# Romet Router WS 50
Router WS 50 – motorower sprzedawany od roku 2011 przez firmę Arkus&Romet Group Sp. z o.o. pod marką „Router”.

## Dane techniczne
(wg źródeł)
- opona przednia: 2,75 – 18″
- opona tylna: 3,00 – 18″
- koło przód: 18″
- koło tył: 18″
- hamulec przedni: tarczowy
- hamulec tylny: bębnowy
- liczba miejsc: 2
- pojemność: 49,5 ccm
- typ silnika: jednocylindrowy, czterosuwowy
- chłodzenie: powietrze
- moc: 3 KM
- prędkość maksymalna: 45 km/h
- rozrusznik: elektryczny i nożny
- układ zasilania: gaźnik
- zapłon: CDI
- długość: 2050 mm
- szerokość kierownicy: 720 mm
- wysokość: 1085 mm
- masa: 113 kg
- maksymalna ładowność: 150 kg